# Prix de l'Association des créateurs et intervenants de la bande dessinée
Les prix de l'Association des créateurs et intervenants de la bande dessinée(ACIBD) sont d'anciens prix de bande dessinée visant à encourager et à faire connaître la bande dessinée québécoise. Remis de 1990 à 1993 au Festival international de la bande dessinée de Montréal, ils étaient nommés d'après Albert Chartier, pionnier de la bande dessinée québécoise, et son personnage le plus célèbre, Onésime.

## Prix Onésime du Meilleur album
Remis au meilleur album québécois de bande dessinée publié durant l’année, il est accompagné d’une bourse de 750 $.
- 1990 : Ma Meteor bleue, Caroline Merola, Kami-case.
- 1991 : Quinquim-La-Flotte, t. 2 : Le parapluie d'Ingres, Luis Neves, Éditions du Phylactère.

En nomination  : Baptiste le clochard, André-Philippe Côté, éd. Safarir ; Avec ou sans condom ?, Paul Vallée, Éditions Maison.
- 1992 : Les aventures de Jérôme Bigras, t.1 : Bungalopolis, Jean-Paul Eid, Éditions Logiques.
- 1993 : ?

En nomination : L’homme de paille, Pierre Drysdale, Éditions du Phylactère.

## Prix Onésime Production
Remis à partir de 1991 à la meilleure série de bande dessinée parue dans une publication autre qu'un album (revue, journal, fanzine, etc.).
- 1991 : Les aventures de Jérôme Bigras, Jean-Paul Eid.
- 1992 : ?
- 1993 : Les histoires de Jean-François Bergeron et d’André-Philippe Côté parues dans le magazine Zeppelin (compilées par la suite dans l'album La voyante, éditions Falardeau).

## Prix Albert-Chartier
Remis en 1991 à un auteur pour l'ensemble de son œuvre et sa contribution à la bande dessinée québécoise.
- 1991 : Pierre Fournier.